# 錫爾尼基

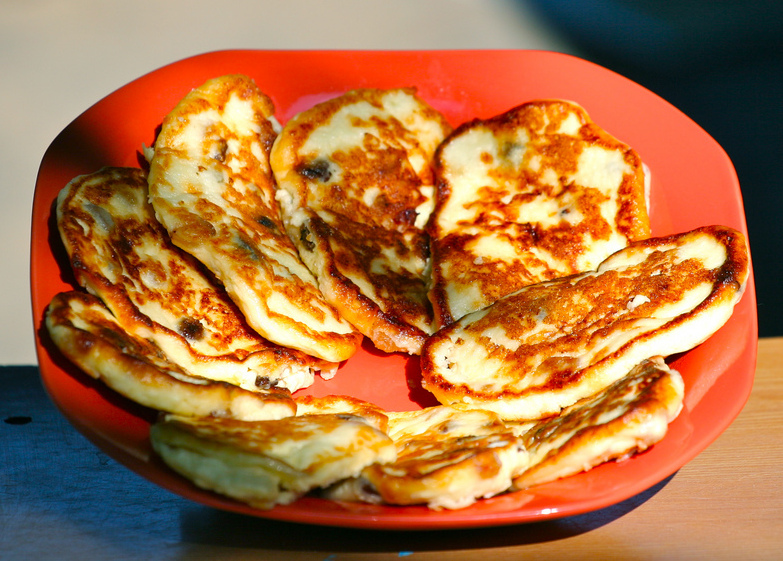
錫爾尼基

錫爾尼基（俄语：сы́рники）是一種用奶渣製作的薄烤餅，是俄羅斯、白俄羅斯、立陶宛、烏克蘭、波蘭等國的傳統甜點。一般食用時會蘸酸奶油或果醬、蜂蜜、蘋果醬。有時會在製作時加入葡萄乾。